# Spačice
Spačice jsou malá vesnice a část obce Běstvina v okrese Chrudim. Nachází se asi 1,5 kilometru jižně od Běstviny. Spačice jsou také název katastrálního území o rozloze 3,31 km².

## Historie
První písemná zmínka o vesnici pochází z roku 1371.

## Pamětihodnosti
V obci se nachází, na říčním kilometru 43,9 Doubravy (u mostu), historický limnigraf z roku 1924.

## Fotogalerie

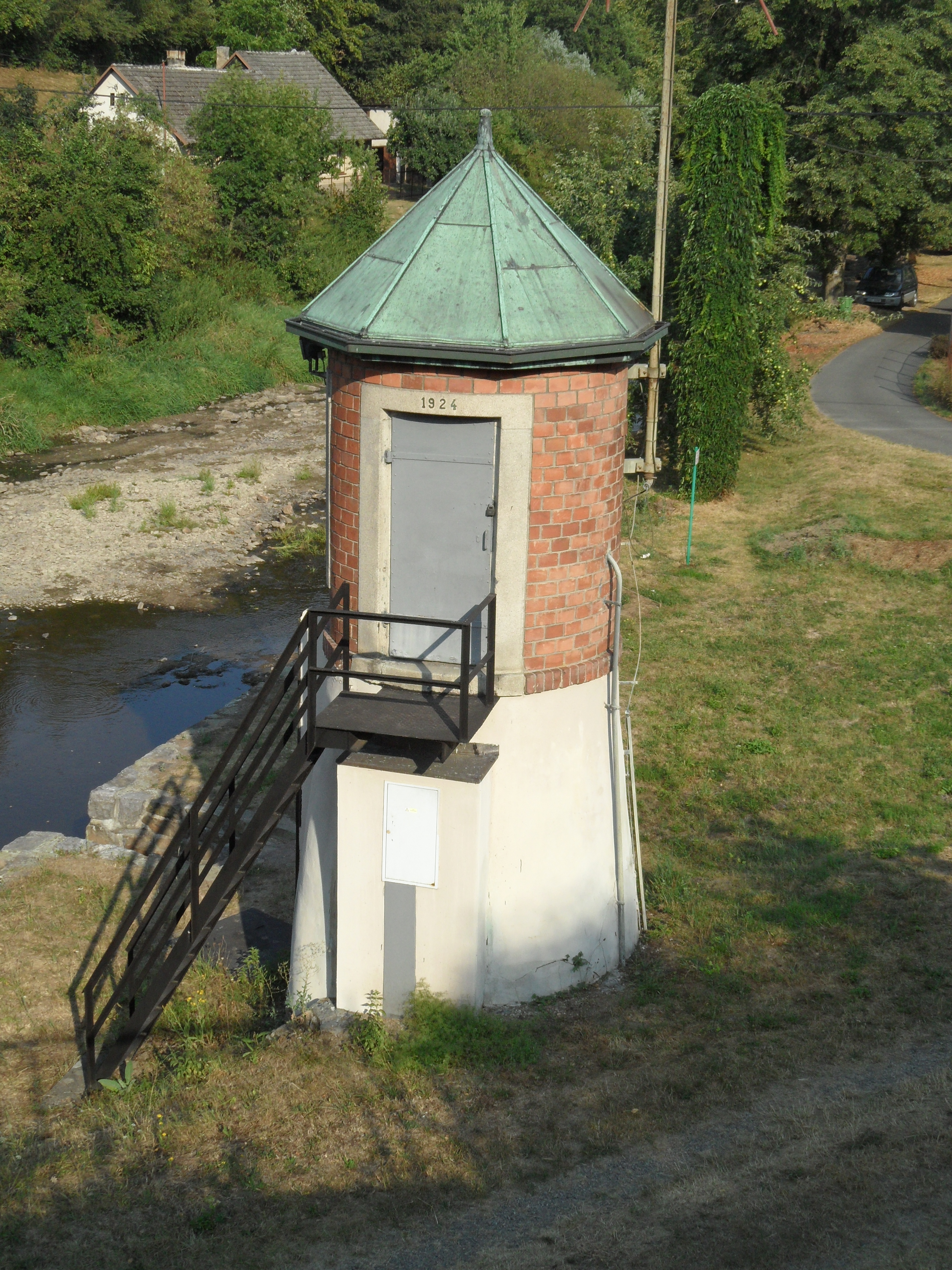
Limnigraf z roku 1924
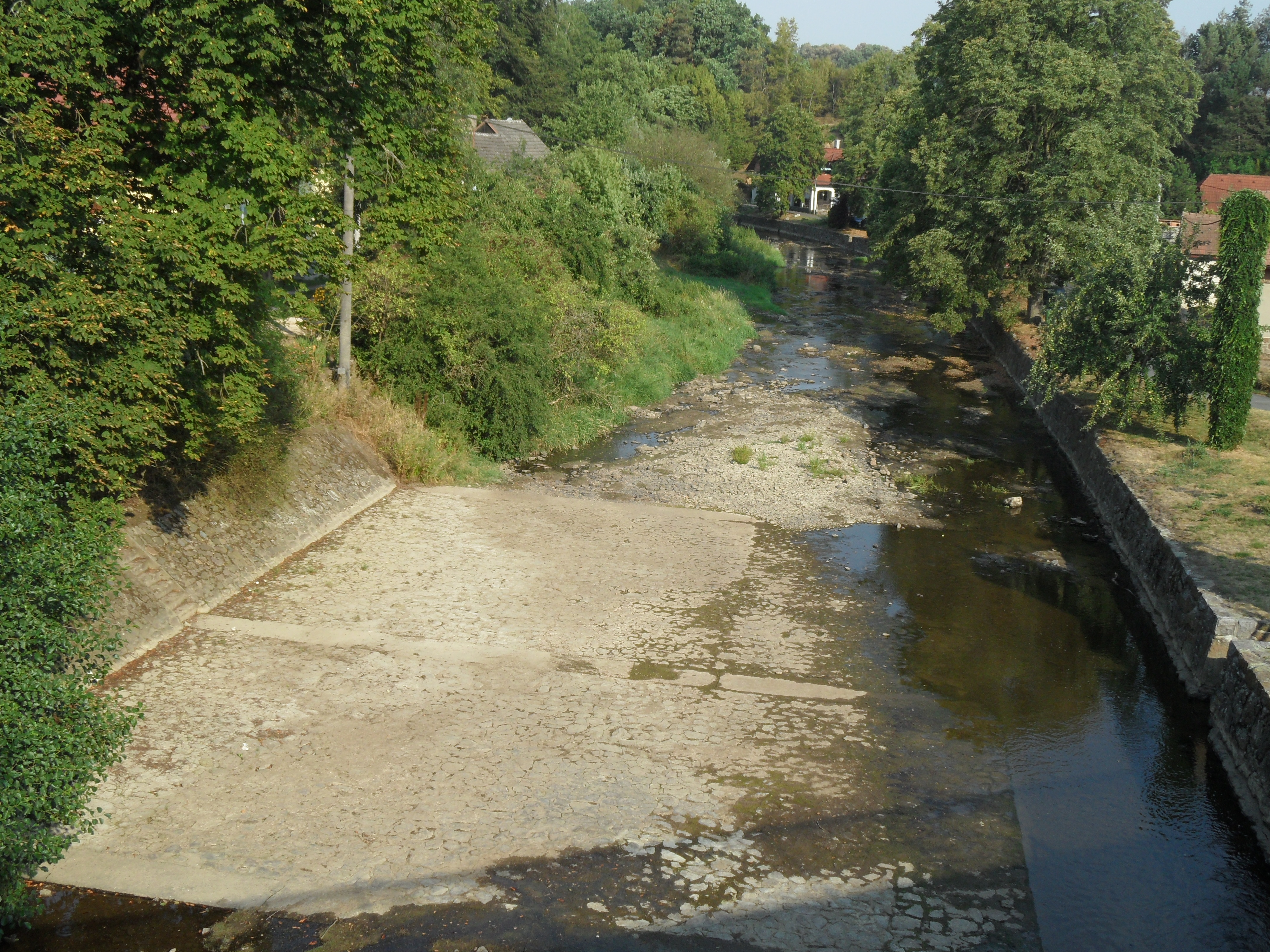
Doubrava: sucho v létě 2015
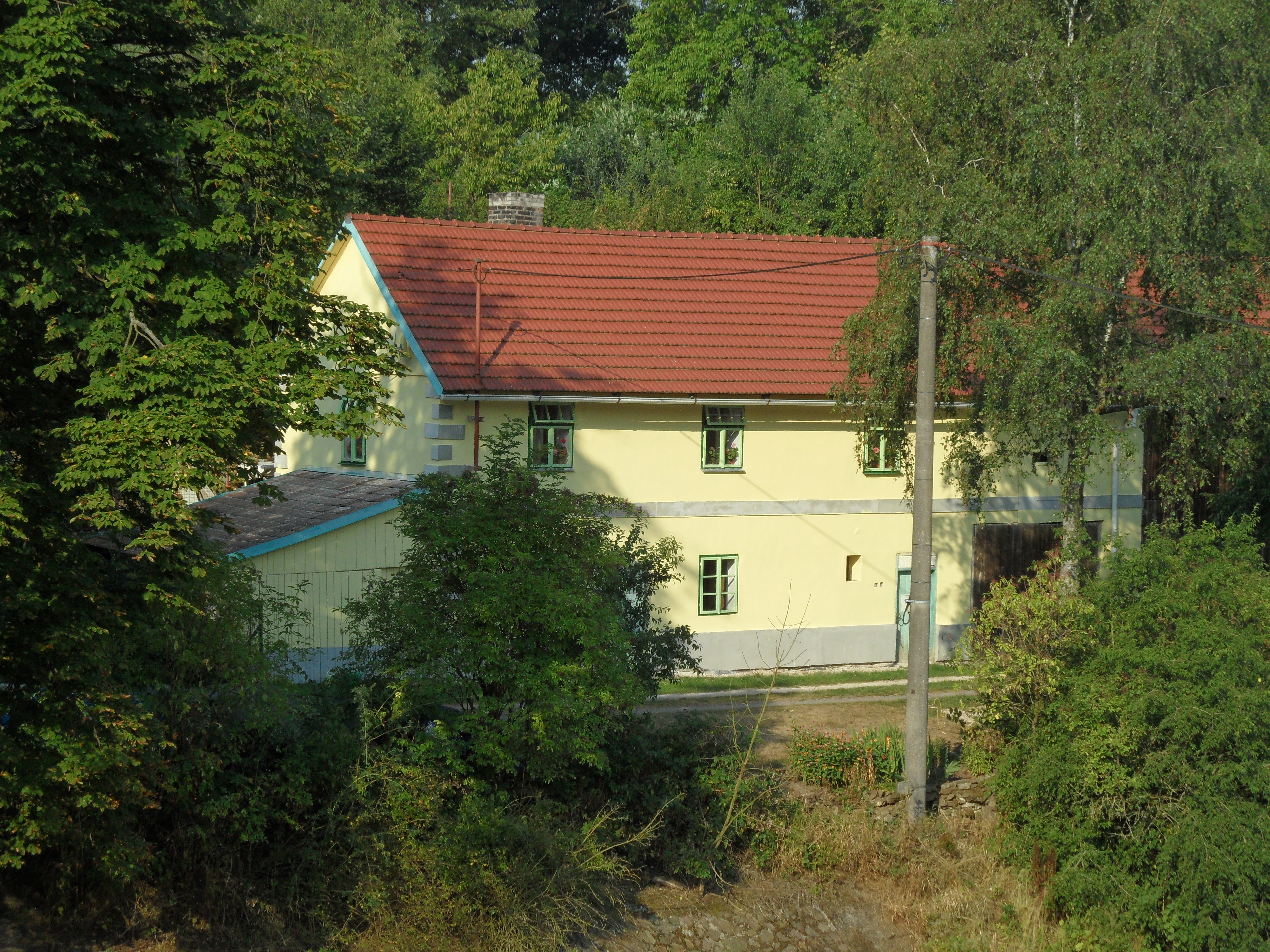
Dům čp. 27
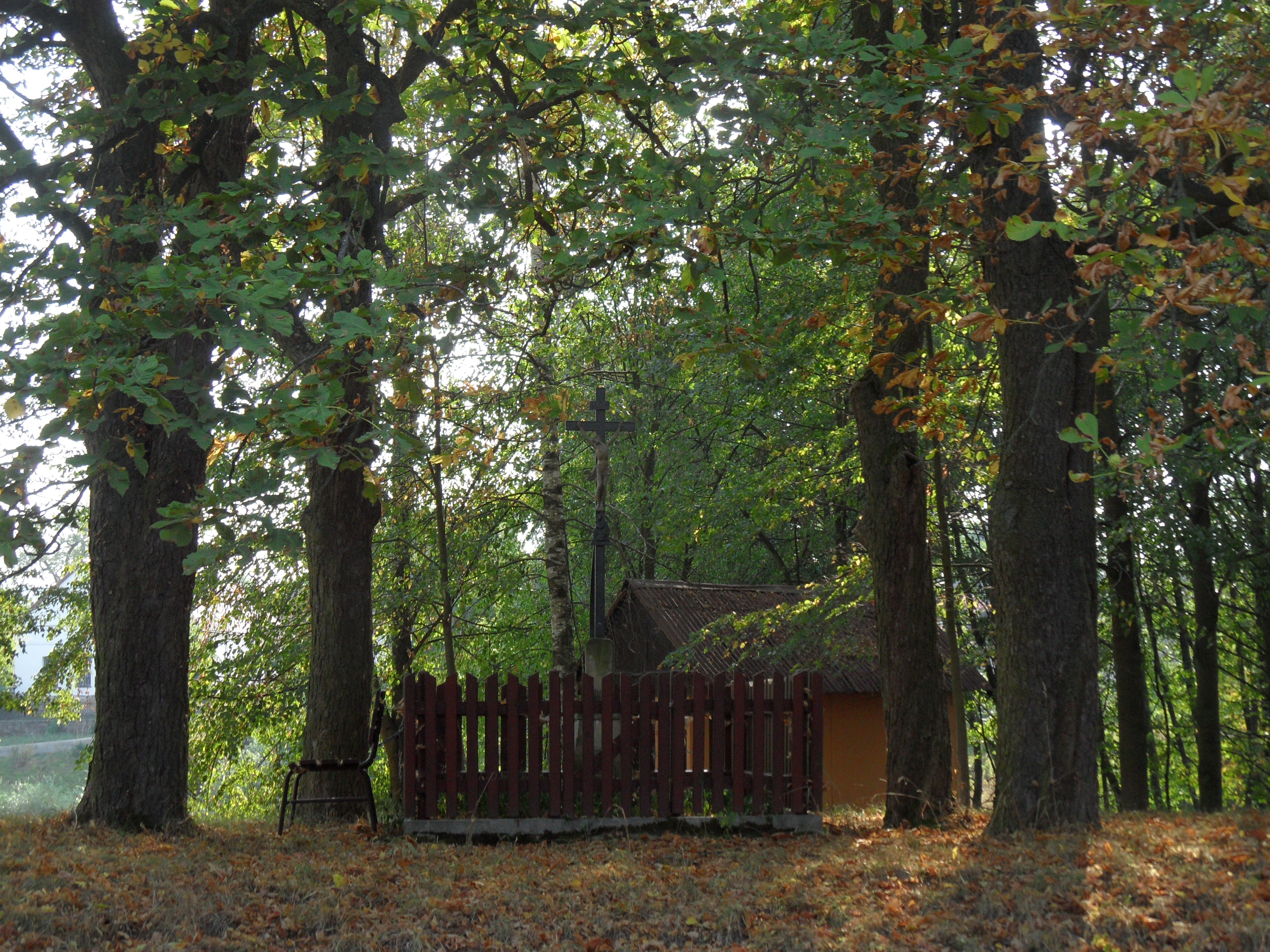
Křížek mezi stromy